# Allianz vun Humanisten, Atheisten an Agnostiker

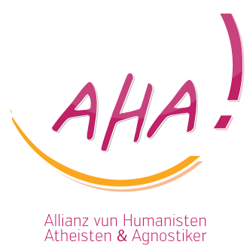
Logo AHA Lëtzebuerg

Die Allianz vun Humanisten, Atheisten an Agnostiker ist eine luxemburgische Vereinigung, die die Interessen von Atheisten, Humanisten, Skeptikern und Agnostikern im Großherzogtum vertritt. Sie unterstützt auch explizit laizistische Positionen. Ihre offizielle Abkürzung lautet A.H.A. Lëtzebuerg, üblicherweise wird dies aber auf AHA, teilweise mit angehängtem Ausrufezeichen, verkürzt. Die AHA wurde am 13. Mai 2010 gegründet und ist in Form einer a.s.b.l. organisiert. Vorsitzender ist seit Mai 2019 der Psychologe Bob Reuter.

## Geschichte
Aus historischen Gründen, insbesondere durch die über Jahrhunderte andauernde Zugehörigkeit zum Haus Habsburg, ist formell ein großer Teil der luxemburgischen Bevölkerung Mitglied der römisch-katholischen Kirche. Deren Position wird bis heute gestärkt durch verschiedene Vergünstigungen, die dieser Religionsgemeinschaft, vertraglich oder informell, gewährt werden. Die traditionell stärkste Partei im luxemburgischen Parlament, die CSV, steht tendenziell der katholischen Kirche nahe. Das Luxemburger Wort, die größte Tageszeitung des Landes, gehört zur Verlagsgruppe Saint-Paul, deren größter Anteilseigner ebenfalls die katholische Kirche ist.
Demgegenüber zeigen neuere Umfragen, dass sich ein zunehmender Anteil der Bevölkerung nicht mehr mit dem Katholizismus verbunden fühlt. Auch befördert durch verschiedene Ereignisse wie die Debatte über sexuellen Missbrauch in der katholischen Kirche oder die Weigerung des Großherzogs, ein vom Parlament verabschiedetes Gesetz zur Sterbehilfe zu unterschreiben, aus religiösen Gründen, begann ab Mitte der 2010er Jahre ein Prozess, bei dem zunehmend die enge Verzahnung zwischen Kirche und Staat in Luxemburg infrage gestellt wurde. So entstand 2007 ein Bündnis aus insgesamt acht Organisationen, welche sich die Trennung von Kirche und Staat in Luxemburg zum Ziel setzten. Befördert durch den Gedanken, dass etlichen Menschen das Gedankengut der Kirche zunehmend fremd wurde, diese aber trotzdem noch Mitglied derselben waren und damit den derzeitigen Zustand verfestigten, riefen 2009 der Verein Liberté de conscience sowie das Internetportal sokrates.lu eine Website unter dem Namen Fraiheet.lu ins Leben, um über die Möglichkeiten des Kirchenaustritts zu informieren. 2010 wurde eine Petition gestartet, die unter dem Namen Trennung.lu die Trennung von Kirche und Staat in Luxemburg forderte. Unterstützt wurde sie unter anderem von den Jugendorganisationen mehrerer politischer Parteien.
Diese Vorstöße führten schließlich im Frühjahr 2010 zur Gründung der AHA, in der die bis dahin gestreut veranstalteten Aktivitäten von humanistisch, atheistisch, agnostisch und laizistisch denkenden Menschen gebündelt werden sollten, was wurde unter anderem auch von Politikern verschiedener Parteien explizit begrüßt.  Unter den Gründungsmitgliedern waren die Sozialwissenschaftlerin Fiona Lorenz und die spätere Ministerin Taina Bofferding. In der Folgezeit führten mehrere Aktionen, regelmäßige Pressemitteilungen und Debattenbeiträge zu einer medialen Resonanz im Großherzogtum. Eine im April 2011 durchgeführte Fragebogenaktion, bei der die Mitglieder des luxemburgischen Parlaments um ihre Meinung zur finanziellen Trennung von Kirche und Staat sowie zu einem weltanschaulich neutralen Werteunterricht in den Schulen gebeten wurden, wurde von Mitgliedern aller Fraktionen, mit Ausnahme der CSV, beantwortet. Die Website Fraiheet.lu wird seit Mai 2011 von der AHA weitergeführt.
Auch von Seiten des katholischen Erzbistums Luxemburg wird die AHA als Gesprächspartner anerkannt. Im Dezember 2011 trafen sich Mitglieder der Allianz mit dem luxemburgischen Erzbischof Jean-Claude Hollerich und weiteren Vertretern des Erzbistums. Auch wenn sich hierbei die unterschiedlichen Positionen deutlich zeigten, so waren doch auch Gemeinsamkeiten zu erkennen. Es wurde vereinbart, weiterhin miteinander im Gespräch zu bleiben.

## Positionen
Die AHA sieht für ihre Aktionen vier Schwerpunkte:
- Trennung von Kirche und Staat: Hier setzt sich die AHA für die Beschränkung der staatlichen Finanzierung der Kirche sowie für einen weltanschaulich neutralen Werteunterricht anstelle des derzeit bestehenden Religionsunterrichts in den Schulen ein.
- Ethik – frei von Dogmen: Eine humanistisch begründete Ethik ist einer religiös fundierten, welche die Menschen aufgrund ihrer Religionszugehörigkeit in gut oder böse vorsortiert, vorzuziehen.
- Wissen statt Glauben: Wissenschaftliche Erkenntnisse sollen nicht durch religiöse Dogmen in Frage gestellt werden. Dies gilt beispielsweise für die Evolutionstheorie, die von Vertretern des Kreationismus abgelehnt werden.
- Feiern ohne Gott: Die AHA unterstützt eine Feierkultur, die sich nicht an religiösen Traditionen wie Taufe, Kommunion oder kirchlicher Heirat orientiert; sie propagiert stattdessen weltanschaulich neutrale Alternativen.

Mit ihrem Programm lehnt sie sich eng an die deutsche Giordano-Bruno-Stiftung an.

## Aktivitäten

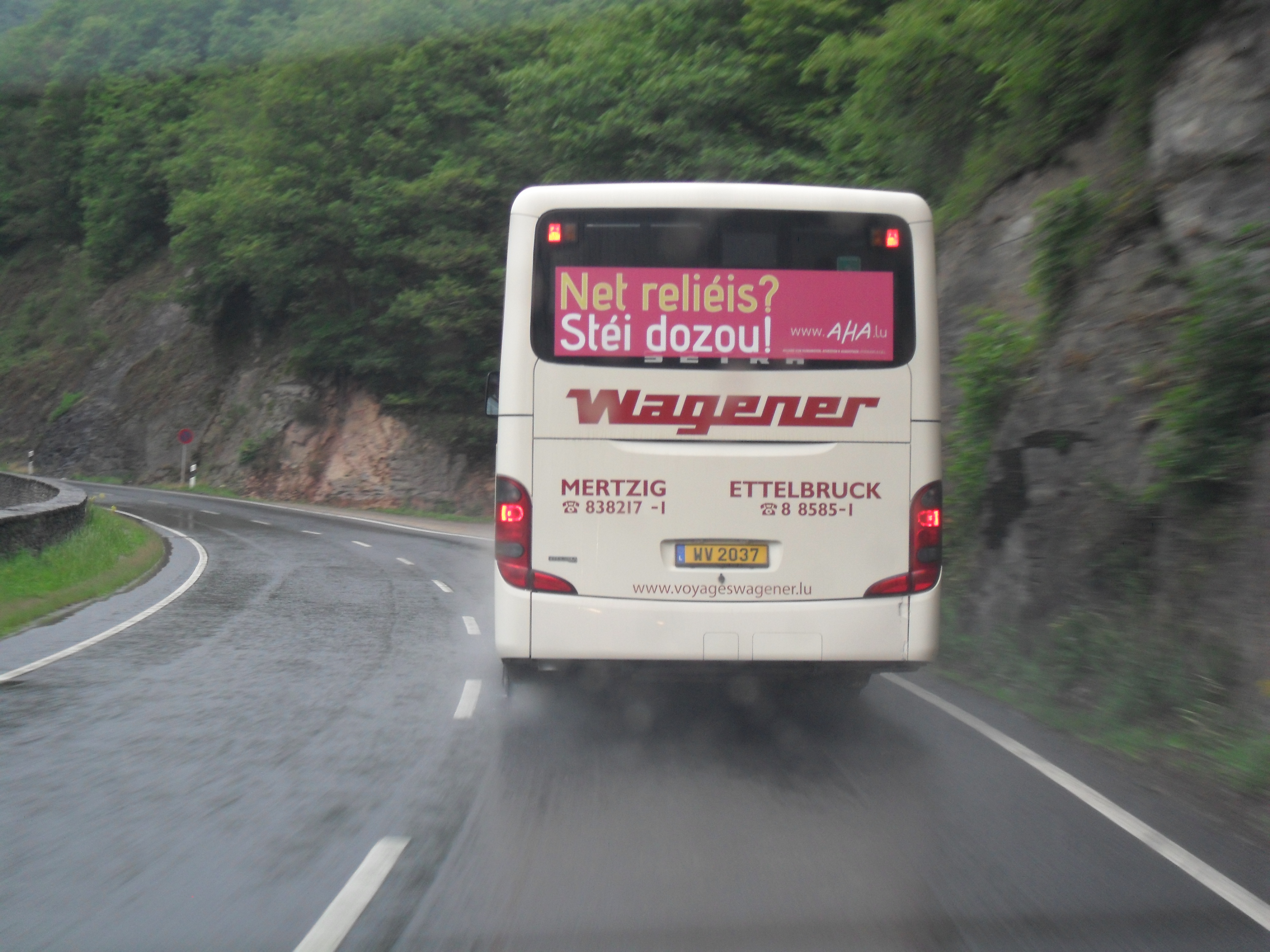
Buskampagne Luxemburg, Frühjahr 2011

Eine der ersten größeren Aktionen der AHA war die eigenständige Initiierung einer Plakataktion im Frühjahr 2011, die im Rahmen einer weltweit durchgeführten und gemeinhin als Buskampagne bekannten Aktionsreihe durchgeführt wurde. Mit dem gewählten Slogan Net reliéis? Stéi dozou! (Nicht religiös? Steh dazu!) sollten Menschen dazu animiert werden, ihren Nichtglauben an religiöses Gedankengut nicht mehr zu verstecken, sondern auch öffentlich dazu zu stehen.
Die AHA beteiligt sich auch intensiv an der öffentlichen Debatte zur grundlegenden Überarbeitung der luxemburgischen Verfassung, deren derzeitige Form im Wesentlichen auf den Stand von 1868 zurückgeht und die von den wesentlichen gesellschaftlichen und politischen Akteuren als nicht mehr zeitgemäß angesehen wird. Der inhaltliche Schwerpunkt der AHA liegt auch hier in der Forderung nach einer sauberen Trennung von Kirche und Staat.
Seit 2012 veranstaltet die AHA an Ostern öffentliche Aktionen, bei denen auch Informationen zum Kirchenaustritt gegeben werden. Dies geschieht, analog zu ähnlichen Veranstaltungen in Deutschland und in Anspielung auf den Osterhasen, als Huesefest.